# Xenocrasis vestitipennis
Xenocrasis vestitipennis är en skalbaggsart som beskrevs av Dmytro Zajciw 1963. Xenocrasis vestitipennis ingår i släktet Xenocrasis och familjen långhorningar. Inga underarter finns listade i Catalogue of Life.